# 假面騎士空我
《假面騎士空我》是由日本東映製作的《假面騎士系列》首部平成系列特攝作品，於2000年（平成12年）1月30日至2001年1月21日期間每週日上午8時在朝日電視台首播。
本作為相隔多時重啟的假面騎士作品，亦是20世紀最後一部假面騎士劇集，以及首部播放時期橫跨兩個世紀的假面騎士劇集。本劇所引導出的傳承作用，為系列作品帶來革命性改變，其中寫實路線的敍事手法將觀眾群擴展至成年人，並讓往後的數部作品或多或少得以沿用。
本作並於2002年獲頒第33屆日本「星雲獎」電影戲劇部門・媒體部門獎，是首部也是目前唯一獲得此項科幻大賞的《假面騎士系列》作品。
本作是繼《假面騎士BLACK RX》之後，《假面騎士系列》的第十套連續劇，也是平成系列唯一一部沒有第二號假面騎士以及沒有製作獨立劇場版的作品；本作也是首部以16:9寬螢幕比例攝製的假面騎士電視劇集，往後系列作品的畫面比例亦沿襲本作（但拍攝方式則不盡相同）。

## 作品特色

### 特徵
- 造型藍本是出自鍬形蟲，在東映方面「用漢字標記」的要求下命名為「空我」。以往的系列作品基本世界觀均互有關聯，但本作則另行設定獨立的世界觀。另外，全劇中完全不使用「假面騎士」這個固有名詞，但是雖然與舊作全無牽連，本作在台詞與設定方面卻充滿許多向舊作致敬之處。

- 本作不僅是針對假面騎士系列，即使與以往的特攝英雄劇集相比，也出現了許多前所未有的全新嘗試。舊作系列中的「改造人」、「以支配地球為目標的邪惡軍團」、「戰鬥員」等設定都全數消失。另外考量到醫療技術日新月異，進行臟器移植手術的醫療案例逐漸增加的因素，對於將「改造人」描寫成異形怪物的這種方式也開始產生抗拒感，東映方面也認為「不希望再塑造出擁有改造人心理陰影的主角」。關於這點，過去演出《假面騎士BLACK》南光太郎一角的倉田哲夫也曾表示：「現代的騎士就比較輕鬆了，我那時候還有『改造人』的設定呢。」

- 為了強調恐懼近在眼前的現實感，以及消除一般特攝英雄劇集中許多矛盾之處並重視整合性，因此產生了「古朗基族有自己的語言文化」、「空我與警方為相互協助的立場」、「不喊出招式名稱」等等設定。在劇中所強調的「隨著劇情發展，周遭人們發生的變化」與「社會對英雄與邪惡的認知過程」描繪，也並非通常特攝英雄劇會採用的觀點，在一般電視劇中更常採用。在重視戲劇性，僅以一集30分鐘的故事難以清楚交代情節之故，本片基本上以前後篇的「兩集一單元」，並又與主線緊密扣連的方式敘事，這種手法於後續作品也隨之沿襲，尤其是平成一期(舊十年)的作品。

- 雖然在商業層面上，變身腰帶等玩具創下了暢銷佳績，但在劇情方面卻因為重視情節鋪陳，結果還出現了有數集當中戰鬥場面極短的情形，加上像「打不到一分鐘就結束的戰鬥（亦有僅靠必殺技一擊收場的例子）」、「空我最強形態的玩具早已發售，劇中卻是快到完結篇才出現（相對於玩具在十月就已發售，劇中實際首度登場卻是翌年一月，而且只出現一兩分鐘左右）」、「故事進入終盤，居然出現連贊助玩具廠商負責人都不知道的新型態」、「完結篇播出時中間不插播廣告，一路播至片尾畫面」、「出國取景」（完結篇中五代雄介的登場畫面為遠赴古巴拍攝）、「主角英雄不出場（也沒有戰鬥場景）」這些以往特攝節目從未發生過的狀況亦為屢見不鮮，也引發了兩極化的議論。

本作以後，播出前的短預告片開始出現頻繁的變更。另外本作的廣告商提供畫面字幕旁白，亦由片中演員交替擔任（但沿襲此作法的作品，至2016年為止僅有前期的《假面騎士響鬼》）。
- 與系列舊作不同的是，劇中的旁白僅在下集預告與總集篇裡使用。在接檔作《假面騎士顎門》之後，旁白的使用比重，也有更趨減少的傾向。但是卻沒有到完全不採用的程度，在每集播出前的預告短片與下集預告使用的例子就相當普遍。

### 製作插曲
- 於1996年左右，開始進行《假面騎士》的電視版作品復活企劃。當初還一度曾以進佔當時播映《超人力霸王》系列的毎日放送頻道週六晚間六點時段為目標，此時期的企劃片名之一還曾出現《假面騎士蓋亞》，頗有與《超人力霸王蓋亞》分庭抗禮的味道，但與成為後來小說作品《假面騎士EVE-MASKED RIDER GAIA-》藍本的石森章太郎遺稿則有所不同。

- 不過，在每日放送製作的目標並未實現，之後因為於朝日電視台播出的前一檔作品之緣，使播出頻道改弦易轍變為朝日電視台。

另外推波助瀾的則是SEGA的廣告系列《三四郎》，由於曾演出初代假面騎士的藤岡弘所扮演的同名廣告主角，連帶使得假面騎士的人氣又開始上揚。根據製作人鈴木武幸表示，正是由於這波熱潮，而促使了本片的誕生。
- 製作期間則比過往作品延伸得更長，並為了極力避免投機取巧與出現設定破綻，在劇本方面花費了相當的時間。但因此也造成進度延遲，讓電視台與製作單位均陷入非常緊繃的製播狀況（為了確保進度，還曾播出了三集總集篇）。且負責監督製作的東映製作人高寺成紀，對於高層提出的改動體制提議毫不讓步，加上緊急加入協助的編劇井上敏樹之力，才終於得以貫徹前述的製作體制。

- 本片走重視寫實感的路線結果，固然使作品的設定與描寫變得相當鮮活，卻也因此出現了表現手法過於激烈的聲浪。一些希望以純粹兒童向英雄劇集為訴求的家長，還曾向電視台表達不少怨言。故而從這段時期之後，開始改以「運送被害者的救難隊員遭怪人攻擊造成二次災害」的報告文件，以及新聞播報「因未確認生命體出現使新幹線停駛」這些間接表現手法，來顯示古朗基怪人的恐怖。另外，當時本片是以「日本版《X檔案》」為目標而製作的。

- 製作人高寺在雜誌《HERO VISION》VOL.2的專訪中提及，曾經考慮過在結局中，讓主角五代雄介與第0號決戰之後戰死。這雖然是出於「即使出發點是為了守護人們，但五代畢竟動用了暴力，是否還是應該負起責任？」的考量，但自高寺以下的製作群，最終還是做出了這樣的結論：「為了給誕生在這種嚴酷時代中的孩子帶來夢想的節目，安排成這種結局會不會太殘忍了？」，於是改為讓雄介在決戰過後，踏上旅程的播出版結局。

- 男主角小田切讓於2005年接受雜誌34號的專訪中，曾提及當時自己對於演出特攝英雄作品產生強烈抗拒感因而陷入煩惱，之後是被東映製作人（高寺）所言「我希望拍出無視兒童節目既成印象的新作品，一起來搞破壞吧」說動的。被選為主角後因為沒看過《假面騎士》，還找了藤岡弘當年演出的假面騎士錄影帶來看，但他覺得自己演不來而想向製作人婉拒，被對方以「會用跟藤岡先生當時不一樣的方式來拍」而說服。也正因為小田切最初對演出特攝作品的排斥（但對於參與《空我》的演出，日後他在受訪時始終一貫表示肯定態度），加上當時有知遇之恩的製作人高寺後來也離開東映，亦使得本作預定拍攝電影版的企劃流產，小田切日後也未在任何平成《假面騎士系列》相關作品中回歸演出。

- 劇中的時間流動都經過精密的計算，當場景改變時，則會以字幕顯示劇中的時間與地點。因此劇中的描寫與時間經過均得以整合，但另一方面，劇中有巴士與電車等大眾交通工具登場的故事中，劇中時間為了配合現實的時刻表，還必須以分鐘為單位做時間調整，其中也有相當的難處。

- 全片以HDTV（HD1080／760i）攝影，並以當時來說算是異數的16：9畫面比例播映。但當時本片僅有攝影部份是以高畫質攝製，後製、完成與首播均以SDTV方式進行。為了解決播映系統的問題，之後的系列作除畫面比例沿襲外，均以各自的攝影方式拍攝。從攝影、後製、完成到播映的流程均以真正高畫質對應，則是從《假面騎士響鬼》開始。

## 故事概要
在長野山中的九郎岳，正在進行某座神秘遺跡的挖掘工作。當調査團將遺跡中的一具棺木開啟時，突然遭到奇異生物的襲擊而全數死亡。而在為了查出調査團被殺案件的線索，正在遺跡現場調査中的長野縣刑警一條面前，有一名青年突然擅自闖入。這名被一條攔下的青年，他自稱為冒險家五代雄介。
終於復活的異形生命體在長野近郊出現，並開始對人們恣意襲擊，甚至一路衝進東京。在場的雄介感應到從遺跡出土，目前正由警方保管的腰帶狀遺物所傳來的戰士形象，在冒險家的直覺下將之著裝於腰部。雄介的身體也隨之覆上一層裝甲，變身後的雄介與襲擊警局的怪人經過一場苦戰後終於將其擊倒，從此雄介正式成為戰士「空我」，並下定決心為了讓周遭的人們免於恐懼，守護他們的笑容而戰……

## 登場角色
五代雄介（小田切讓 飾／香港配音：羅偉傑、台灣配音：劉傑）
假面騎士空我的變身者，25歳。
1975年（昭和50年）3月18日生，O型。出生於北海道，在神奈川縣山北町成長，是個在世界旅行的冒險家。
與未確認生物遭遇之際，彷彿感應到遺跡中發掘出的腰帶導引般將之著裝，而獲得變身為空我的能力。不過由於他原本和平主義的個性使然，一開始對於與古朗基怪人戰鬥始終仍有猶豫。但後來在見到失去父親而落淚的夏目實加之後，才終於決心為守護人們的笑容而戰。
對初見面的人會遞上一張自製名片，上頭還寫著「夢想追尋者・擁有2000（當時所擁有的技能數量）種技能的男人」。另外也有常豎起大拇指的癖好（招牌動作）。
父母雙亡，目前暫於咖啡廳「Pole Pole」寄住。乍看之下性格灑脫又顯得單細胞，還常偷爬上學校的牆溜進櫻子的研究室，但實際上卻是個擁有堅強意志與善心的青年。
由於他並沒有個人的行動電話，在劇中每次與雄介聯絡時，都是打給在其身邊一起行動的人代為通知，或由一条使用機車上的通信器通知。
雄介的父親是位戰場攝影師，於阿富汗去世。在接到父親死訊當時，雄介被恩師神崎昭二的一席話所感動，並從此立下了「要在2000年之前擁有2000種技能」的約定。
他的第一種技能是「笑容」，變身為空我則是雄介習得的第2000種技能。對臨多的「戰士空我」文字圖案相當喜歡，除了在自己的Ｔ恤與機車都印上圖案，還自製了空我圖案的腰帶扣。
即使出發點是為了守護他人，可是對於揮拳動用暴力，雄介仍然會感到相當不快且心生厭惡。而他這樣的想法在劇中初期開始就屢有描述，於最後與第0號的決戰中尤為突顯。
一條薫（葛山信吾 飾／香港配音：劉昭文、台灣配音：李香生）
26歲。1974年（昭和49年）4月18日生，AB型。名古屋市出身。
隸屬長野縣警警備課的刑警，也是少數知道空我真正身分的人物之一。
為了追查長野縣九郎岳遺跡發掘現場的大量殺人事件，與未確認生命體遭遇，之後並被派遣到集中處理同類型案件的「未確認生命體聯合捜査本部」（設於警視廳）。
是射撃高手，對高性能來福槍與左輪手槍的運用均能上手。個性與雄介相反，較為一板一眼，雖然不想讓身為一般民眾的雄介捲入事件裡，但在戰鬥中彼此之間卻產生出堅定的友誼。
平時很少笑，偶爾露出笑容時，反倒讓周遭的人頗為吃驚。
父親也是警官，但在自己的生日當天，卻為了拯救水災的災民而殉職，所以他從來不收生日禮物。
母親民子為護士，在名古屋市内的醫院任職護士長（劇中也有他與母親以名古屋方言對話的場景）。
一是全劇中唯一與（玫瑰刺青女）曾經面對面的人類角色，最後在第48集中，以強化型神經斷裂彈將她擊倒並使之墜海。
他與雄介一樣責任感強烈，即使在與未確認生命體的戰鬥中常受重傷，但卻依然經常身先士卒趕往現場。在未確認生命體殲滅後，重回長野縣原單位。
飾演者葛山信吾原本預定演出五代雄介一角，但葛山自己在看過一条的人物設定後相當欣賞，於是更換了演出角色。
澤渡櫻子（村田和美 飾／香港配音：曾佩儀、台灣配音：謝佼娟）
24歲。1976年（昭和51年）10月30日生，B型，群馬縣出身，為城南大學的研究生（修習碩士課程）。
在考古學研究室從事古代文字研究，並解讀出臨多文字。與雄介是大學時代的友人，雖然在背後支持他以空我的身分戰鬥，但內心其實卻相當為雄介擔憂。
嗜好是熬夜，愛喝黑咖啡，也會不時到Pole Pole來幫忙店務。
椿秀一（大塚義隆 飾）
26歲。1974年（昭和49年）生。任職關東醫大醫院的專任法醫，是一条高中時代的同學，從他口中得知了4號的身分。
並在雄介的身體檢査與空我的能力開發方面進行協助，自認是雄介的「世界上唯一的主治醫生」。
曾與名為稻森麗子的女性交往，但約會時卻總是碰到一条的委託而愈益疏遠，最後終於被甩。之後對櫻子頗有好感。
初期關於雄介的身體問題，還曾說過「想進行解剖好好的調查」這類如瘋狂科學家般的發言，不過他自始即對雄介有可能會變成與古朗基一樣這點表示憂心，且曾多次提出警告。
另外，在對未確認生命體所殺害的被害者進行驗屍時，對於他們如此恣意奪走人命的行為，以醫師的立場表示出激烈的憎惡與厭惡感。
笹山望見（田中惠理 飾）
21歳。1979年（昭和54年）生。未確認生命體聯合捜査本部的女警官。
主要負責本部中的通訊（通達未確認生命體的行動、爆破地點的指示等）工作。
登場初期的個性有點不太像警官，反倒更像追星族，但之後則漸漸轉變為認真盡責的性格。
對一頗有好感，還曾將來訪的美理誤認成一条的女友。父親也是警官，但已病故。
在小說版情節中後來與櫻井結婚。
五代美理（葵 若菜 飾／台灣配音：謝佼娟）
23歲。1977年（昭和52年）9月4日生，O型。是雄介的妹妹，也知道4號的真正身分。
在若葉保育園擔任幼教老師，也會到「Pole Pole」來幫忙，對於從未辜負自己期盼的兄長雄介，真心寄予信賴。
朝日奈奈奈（水原詩生 飾）
17歲，1983年（昭和58年）生，京都府出身，是老爹的外甥女。以成女演員為目標來到東京，也在Pole Pole幫忙店務。
對於在店裡遇到的雄介一見鍾情，還自稱是「五代雄介粉絲俱樂部會員第1號」，但與老爹一樣完全不知未確認生命體第4號的真實身分。
而她的戲劇老師，是被未確認生命體31號所殺。
飾玉三郎（老爹）（ 飾／台灣配音：魏伯勤）
45歲。1955年（昭和30年）6月9日生，A型。咖啡廳「Pole Pole」（為史瓦希利語「慢慢來」之意）的店主，通稱「老爹」。
他是雄介父親的老友與學長，對雄介的妹妹美理總是叫她為。
對於蒐集未確認生命體第4號的相關剪報消息相當熱心，雖然雄介自己並未特別隱瞞，但他直到故事的最後，才知道雄介的另一個身份。
特別愛說冷笑話，讓外甥女奈奈感到頗為無奈。至於他的本名「飾 玉三郎」，是直到完結篇才正式揭曉的。
榎田光（ 飾）
34歲。1966年（昭和41年）生。科學警察研究所的研究員。在對鉤拉姆進行研究時，從一条口中得知了第4號的真正身分。
從事未確認生命體的的研究，以及對未確認生命體用裝備的開發。對工作相當熱心，但卻也因此造成婚姻失敗而離婚。
並且與兒子之間的關係也日漸疏離，在職務與身為母親的立場中陷入兩難。
她陸續開發出對抗未確認生命體用的特殊瓦斯彈與追蹤彈，在故事尾聲，並完成了威力足以殺死未確認生命體的神經斷裂彈。
尚・米歇・索雷爾（Serge Vasilov 飾）
27歲，1973年（昭和48年）生，在城南大學留學的羅馬尼亞籍研究生。與櫻子同在考古學研究室中，專職挖掘的相關工作。
由於參與鉤拉姆的相關研究而認識榎田，並關心她與家人的情況，也在她陷入工作與家庭間的煩惱時提出過建言。
非常愛吃醃梅子，還曾表示「沒有它就吃不下飯」。
神崎昭二（井上高志 飾）
52歳。1948年（昭和23年）生。五代兄妹的小學（神奈川縣山北町的立花小學）時代恩師，現於栃木縣內的風早小學任教。
對於雄介的人生觀有極大的影響，也是當年雄介接獲父親的死訊時，教他豎起大拇指並重新振作的人。
因目睹現今兒童的氣質變化而大為感慨萌生辭意，但在想起當年與雄介的約定，並於廢校前夕的立花小學與他重逢後，終於找回了自信，繼續作育英才。
他也知道了雄介的真正身分（第2000種技能：空我）。
姓名中的「昭二」（しょうじ），是取自當年《假面騎士》系列中飾演立花藤兵衛的已故演員小林昭二，但讀音不同（小林先生的名字讀音為）。
杉田守道（松山鷹志 飾）
37歳。1963年（昭和38年）生。警視廳搜査一課刑警，有一個名為葉月的女兒。
當初曾將第4號＝空我當作未確認生命體的同種而開槍攻擊，但在遭到（第5號）攻擊險些喪命之際卻被空我所救，才因此對空我改觀視為友方看待。
之後轉調至未確認生命體聯合捜査本部。在故事中盤從一条口中得知第4號的真正身分就是雄介後，還對於先前向雄介開槍之事向他致歉。
姓名的由來，是出自兩位前日本職棒選手杉下茂與高木守道（曾任日本職棒中日龍隊總教練）。
松倉貞雄（石山雄大 飾）
57歳，1943年（昭和18年）生，警視廳警備部長，在未確認生命體聯合搜査本部設立後兼任本部長。
當初對於將未確認生命體第4號＝空我視為友方採慎重態度，但在觀察空我之後的行動，加上一条的說服後而終於接納。
之後且為了一與杉田，陸續申請各類因應未確認生命體的武裝配備，第33集中並為了採取協助空我的立場，不惜承擔高層對搜查本部的施壓努力進行說服。
櫻井剛（米山信之 飾）
26歳。1974年（昭和49年）生。警視廳搜査一課刑警，未確認生命體聯合搜査本部的一員。
當初與杉田同樣將空我視為敵人，後來才為之改觀。
相當愛吃麵包，一大早就會吃很多。曾一度擔任SAT狙撃班指揮。
另外，對空我以何種色彩（型態）將未確認生命體擊倒，會以貼上各色貼紙記錄在記事本中，卻也因而成為發現古朗基族所進行「遊戲」的線索。
夏目實加（竹島由夏 飾，童年：佐久間李奈 飾）
14歳。1986年（昭和61年）生。在長野縣九郎岳遺跡中，遭未確認生命體第0號所殺的夏目教授之女。
當初曾對無人調查父親死因感到絕望而企圖自殺，但在前來阻止的雄介勉勵之下重新振作起來，日後並為了查明父親之死，參與尚的挖掘小組。
在第14號出現之際，由於目睹了雄介的變身，因此得知4號的身分。於未確認生命體撲滅之後，升上高中就讀。
在小說版故事中後來成為刑警與一条共事，也獲得了變身為空我的能力，但卻出現失控現象。
蝶野潤一（內田大介 飾）
於故事中盤起登場的青年。
起初對未確認生命體相當憧憬崇拜，身上甚至還有模仿他們的刺青圖案。
但在椿秀一醫師讓他實際看過慘遭（第23號）殺害的被害人遺體，以及他自己同樣遭到第23號的無情襲擊，被空我（雄介）所救之後改變了想法。
後來逐漸開拓出自己的人生之路，在完結篇時寄給椿的信中為了宣示決心，還附上了曾象徵過去自己的「某件東西」。

### 其他人物
元城恵子（岡田理江 飾）
若叶保育园的幼教老师，五代美理的同事，已婚。在故事中段時期懷有身孕，一度因未確認生命體事件猖獗，而擔憂孩子出世後的將來，後來仍平安生下一名男嬰，並引用雄介的名字取名為「雄太郎」。
杜広之（鎌田雄太郎 飾）
若叶保育园的幼童。
寺島周斗（高木智晃 飾）
若叶保育园的幼童。
榎田篤子（中真千子 飾）
榎田光之母。
榎田冴（新穂健太郎 飾）
榎田光之子。
椎名純一（畠山真 飾）
科學警察研究所的研究員。
柏原仁（菊地隆志 飾）
科學警察研究所的研究員。
夏目幸吉教授（久保酎吉 飾）
第1话及回忆片段中登场，信浓大学考古隊隊長，夏目實加之父。
龜山鶴丸（西手勝秋 飾）
长野县警员，仰慕一條的后辈。
海老澤達彥（森富士夫 飾）
长野县資深刑警，一條的前辈。
須山（雨宮）可奈子（三野友華子 飾）
信浓大学的考古学研究员，樱子的朋友，嫁前旧姓雨宫。
稻森麗子（佐野和美 飾）
椿秀一的交往對象，但因為椿經常協助一条參與未確認生命體案件的調查聚少離多，因而分手。
一條民子（東山明美 飾）
一條薰的母親，任職醫院的護士長。

## 本作登場假面騎士
空我是五代雄介以內藏靈石「阿瑪達姆」的腰帶「亞克爾」，所變身的超古代人類「臨多」戰士。世間對空我的一般認知則是「未確認生命體第4號」。於九郎岳遺跡中以木乃伊狀態埋葬的人物，在超古代曾經變身為空我，而後於故事終盤終於解明此人物是以某種方法一直沉眠（存活），直到故事開始之際。
另外，阿瑪達姆並具備可將戰鬥中的負傷在短時間內回復，在雄介身受攸關性命的重傷時則以假死狀態進行療癒的機能。另一方面，卻也有侵蝕屢次變身的雄介神經細胞，在到達腦部時將使他變成純粹戰鬥生物兵器的危險性。阿瑪達姆也會因電擊產生變質，在五代雄介戰死（或稱假死）進行急救處置時，由於接受電擊治療，在死而復生之後產生了昇華形態（劇中以「黃金之力」稱之），並獲得變為驚異全能形態的能力。
雄介在與怪人（第3號）對峙時，從對手向自己所說的話中聽見了「空我」，故從此定名之。
空我擁有不完全的初生形態、基本款全能、青龍、飛馬與泰坦等多種變身形態。除全能以外的基本形態，可將手持之物以原子、分子等級重新構築，變化為專用武器。之後還各自出現發展型的昇華、驚異全能與究極形態，劇中雄介以「超變身」來命名。
造型設計的藍本為鍬形蟲，至於背後的起源，一則是以「新世代假面騎士第1號」的定位，從假面騎士1號而來，另一個理由則是設計上參考了以獨角仙造型來設計，外形看來較像的假面騎士強人。而空我擁有的多種型態，也與「技之1號」及後期可變化型態的強人出現共通點。

### 騎士腰帶
九郎岳古遺跡中挖掘出來的戰士腰帶「亞克魯」（アークル），五代雄介戴上後，從此便吸附在五代腹中。中央靈石名為「阿瑪達姆」，為空我能量的來源。兩側刻有一古代文字，代表「力量」之意。

### 昇華型態
五代雄介死而復生并接受电击之後，反映在空我变身后的各種基本形态上的強化型態（「昇华究极形态」则为平行世界的空我接受Stone of earth内的究极黑暗而获得，與本劇無關）。

這些強化形態原本只能維持30秒（昇華究极形态除外），后来五代雄介在46集再次接受电击治疗，又获得了惊异全能形态，而且时限也随之解除。

特點是盔甲、腰帶和武器會加上金色部分。

### 基本變身型態一覽
| 基本變身型態                      | |                                                                                   | | | |
| 型態名稱                          | 簡介 | 外觀                                                                              | 能力 | 必殺技 | 備註 |
| Growing Form 初生形態             | 於第1話登場，五代剛戴上腰帶，首次變身的型態，因當時尚未有充分的戰鬥心態，才變成此未完成型態。 身高：190cm 體重：90kg 拳擊力：1t 腳踢力：5t 跳躍力：一跳達10m 行動速度：100m需時7.2秒 | 一短角、白色盔甲                                                                  | 各方面能力只有全能型態的一半 | 『初生踢』：與『全能踢』一樣，但因爲該型態屬於未完成型態，所以威力只有『全能踢』的三分之一。                         | 之後每當空我戰敗，靈石能量消耗完時，也會先變回此型態再恢復成五代。 一開始被警方編列為「未確認生命體第2號」。 |
| Mighty Form 全能形態              | 於第2話登場，由五代繼承超古代戰士的腰帶所變身而成，協助人類對抗未確認生命體，空我正式的基本型態。 古碑文記載為「炎之戰士」 身高：200cm 體重：99kg 拳擊力：3t 腳踢力：10t 跳躍力：一跳達15m 行動速度：100m需時5.2秒 | 紅色盔甲                                                                          | 此型態屬於力量平衡型，以徒手和腳等進行格鬥攻擊。 | 『全能踢』：向對手使用注入封印能量的踢擊。其後為了加強威力，雄介利用「前空翻」的方式增加這招的基本出力。             | 警方編列為「未確認生命體第4號」，之後並確認與第2號為同一人（五代雄介）。 |
| Dragon Form 青龙形態              | 於第5話登場，為了對付跳躍力強的蝗蟲種怪人（第6號），而引發出以藍色為基礎的型態 古碑文記載為「水之戰士」 身高：200cm 體重：99kg 拳擊力：1t 腳踢力：3t 跳躍力：一跳達30m（爆发时45m） 行動速度：100m需時2秒 | 藍色盔甲                                                                          | 此型態以行動力、跳躍力、爆發力出色，但力量與防禦卻顯著下降；故此使用棍和空手的中國拳法進行作戰。武器為由棍型物件（如樹枝）變成的「青龍棍（Dragon Rod）」 | 『青龍流水棍』：注入封印之力的青龍棍向對手使出強力的打擊。                                                           | |
| Peagasus Form 飛馬形態            | 於第7話登場，視覺、聽覺、神經等六感均比常人強過數千倍的「超感覺」綠色為基礎的型態，古碑文記載為「風之戰士」 身高：200cm 體重：99kg 拳擊力：1t 腳踢力：3t 跳躍力：一跳達15m 行動速度：100m需時5.2秒 | 綠色盔甲                                                                          | 武器為由槍型物件（多數為一條的配槍）變成的「飛馬十字弓﹙Pegasus Bowgun﹚」。故可靠其敏銳的判斷力及觀察力，察知敵人之所在。 | 『飛馬疾風箭』：將飛馬十字弓的發箭把手拉滿弓，向對手擊出封印能量形成的光箭。因為時間限制故往往是一出場就僅有使出這招 | 缺點是能量消耗快，僅能維持50秒，如果超過限定時間，兩小時之內無法再次變身。 於第7集首次出現，並將擅長空中毒刺攻擊的第14號擊斃 |
| Titan Form 泰坦形態               | 於第10話登場，全身肌肉及盔甲均強化的紫色威力型態， 古碑文記載為「地之戰士」 身高：200cm 體重：110kg 拳擊力：7t 腳踢力：10t 跳躍力：一跳達10m 行動速度：100m需時7.2秒 | 紫色盔甲                                                                          | 速度和敏捷性下降，但力量和防禦力提升，能承受敵人的攻擊。 武器為將TRCS-2000右側龍頭把手取下後變成的「泰坦劍﹙Titan Sword﹚」。 | 『泰坦震地劍』：以注入封印能量的泰坦劍使出的斬擊。                                                                   | 於第10集中首次出現，以近身攻擊方式將第21號直接刺死。 |
| Ultimate Form 究極形態            | 於第48話登場，古迦的黑色究極型態，持有以周围物质为目标，操纵物质的原子、分子使其等离子化而一瞬间从目标体内任意一点产生超高温火焰并能自由操纵的「超自然发火能力」，也能从指尖放出等离子体的四角究極型態。 古碑文記載為「暗之戰士」，乃招致黑暗到來的終結者。 身高：200cm 體重：150kg 拳擊力：80t 腳踢力：100t 跳躍力：一跳達90m 行動速度：100m需時2秒 | 黑色盔甲                                                                          | 拥有与未确认生命体零号互角的究极力量。同时操纵炎•水•风•地四种元素之力，全能力都压倒性地凌驾于其他形态。全身流动着升华全能形态等级的封印能源，攻击时会从体表的血管状组织排出体外。也拥有除以上外不为人知的其他超能力，但能力测定不能，甚至可以學習對手向自己使用的所有招式。 | （沒有特定必殺技）                                                                                                   | 雄介為了對抗未確認生命體第0號，不得已仍得變成此形態。所幸雄介最終仍保有人性與善良的心，在最終的一場惡戰當中擊敗0號，且並未帶來禍害。 這個形態登場時，世界會陷入終結。第35集雄介於憤怒中斬殺未確認生命體第42號後的爆炸火焰中，見到了黑眼的究極型態幻影。但後來雄介與第0號進行最終對決時（第48集），卻是以紅眼的究極形態變身出現，研判是因為雄介並未喪失人性所致，也因此黑眼的究極型態並未如古碑文所述出現，並招致黑暗來臨。 但在2009年假面騎士系列推出的新作《假面騎士DECADE》，將本作的背景融入劇中的平行世界觀，於第2集中此型態更曾出現在女主角光夏海的夢境裡，與假面騎士DECADE對戰，但在電視的完結篇（首播版）最後一幕，則是正式出現與假面騎士DECADE敵對。 |
| 昇華型態                          | |                                                                                   | | | |
| 型態名稱                          | 簡介 | 外觀                                                                              | 能力 | 特殊技 / 必殺技 | 備注 |
| Rising-Mighty Form 昇華全能形態   | 於第30話登場，由紅色全能型態放電進化而成的形態 身高：200cm 體重：104kg 拳擊力：5.7t 腳踢力：22t 跳躍力：29m 行動速度：100m per 5.2s | 紅色盔甲多了一些金色邊框，右小腿背上多了一片金色護甲「全能脛甲（Mighty Anklet）」 | 攻擊力相比全能形態有所提升 | 必殺技「全能踢﹙Mighty Kick﹚」威力激增，破坏力达50t                                                                 | 由於必殺技「全能踢﹙Mighty Kick﹚」威力激增发生的巨大冲击波会波及到半径三公里内的地区，因此必須把敵人引至人煙稀少處再解決掉，以降低爆炸力所帶來的影響。 |
| Rising-Dragon Form 昇華青龍形態   | 於第28話登場，由藍色青龍型態放電進化而成的型態。 身高：200cm 體重：92kg 拳擊力：1.7t 腳踢力：5.8t 跳躍力：一跳達50m | 藍色盔甲多了一些金色邊框                                                          | 跳力和敏捷程度相比青龍形態有所提升。武器為由棍型物件（如樹枝）變成的「昇華青龍棍（Rising Dragon Rod）」兩端也多了金色強化護甲變為雙頭長槍，可刺穿敵人，再將其甩至遠方爆炸身亡。                                                                                             | - | |
| Rising-Pegasus Form 昇華飛馬形態  | 於第25話登場，由綠色飛馬型態放電進化而成的型態 身高：200cm 體重：99.9kg 拳擊力：1.5t 腳踢力：4.5t 跳躍力：20m 行動速度：100m per 5.2s | 綠色盔甲多了一些金色邊框                                                          | 感應力相比飛馬形態有所提升 武器為由槍型物件（多數為一條的配槍）變成的「昇華飛馬十字弓（Rising Pegasus Bowgun）」也多了金色強化護甲，不但射程更遠且多連發功能。 | - | |
| Rising-Titan Form 昇華泰坦形態    | 於第24話登場，由紫色泰坦型態放電進化而成的型態。 身高：200cm 體重：122kg 拳擊力：15t 腳踢力：18t 跳躍力：13m 行動速度：100m per 7.2s | 全身盔甲變為紫色，以及金色的邊框                                                  | 攻擊力和防禦力相比泰坦形態有所提升。武器為由TRCS-2000的右手手摯變成的「昇華泰坦劍（Rising Titan Sword）」前端更多了一道金色護甲。 | - | 最早發現的「黃金之力」型態 |
| Amazing-Mighty Form 驚異全能型態  | 於第46話登場，在雄介第二度自我停止心跳以及椿秀一醫師的電擊施予下，獲得強化「黃金之力」的再進化型態。由昇華全能型態放電進化而成 身高：200cm 體重：125kg 拳擊力：40t 腳踢力：75t 跳躍力：一跳達45m 行動速度：100m需時5.2秒 | 全身盔甲由紅轉黑，左右小腿背均有一片金色護甲「全能脛甲（Mighty Anklet）」         | 攻擊力相比昇華全能形態有所提升 | 可使出雙腳齊踢的必殺技「驚異全能踢﹙Amazing Mighty Kick﹚」。                                                        | 第47集中雄介與第0號以此型態首次對陣時卻被一击打败，腰帶且被打出裂痕，危及雄介的生命。 |
| Rising-Ultimate Form 昇華究極型態 | 本作中空我並無此種型態，而是在2009年《假面騎士Decade》的《劇場版 假面騎士Decade 全騎士 VS 大修卡》中登場 身高：200cm 體重：150kg 拳擊力：100t 腳踢力：120t 跳躍力：一跳達110m 行動速度：100m需時1秒 |                                                                                   | | 可使出雙腳齊踢的必殺技「驚異全能踢﹙Amazing Mighty Kick﹚」。                                                        | 與究極型態一樣有紅眼與黑眼之分。 |

## 輔助工具

### 鉤拉姆（GOURAM）
由九郎岳古遺跡挖掘出土的金屬碎片，並以靈石「阿瑪達姆」為中心組合而成的甲蟲型機具。
據古文記載有「馬之鎧甲」之意，可與空我的機車合體，形成重裝甲機車。有自體飛行能力，也可搭載空我於空中飛行。
在第14集中首次亮相，並於第15集成為完成體。
- 長度：270cm
- 寬度：120cm
- 下頜骨（角）長度：101cm

### TRCS-2000﹙Trial Chaser-2000﹚測試追跡者
警視廳所開發的新銳特殊機車，由一条薰警官私自決定交給五代雄介使用。
插入右手把啟動器，並輸入五代的生日「0318」啟動碼後方能啟動。
採用特殊無公害引擎，車體有變色功能，五代變身後也會將車體變為此戰鬥外型，一般稱為「Gold Head﹙金頭樣式﹚」。
- 長度：2.4m
- 高度：1.25m
- 最高速度：300km/h
- 馬力：150ps

### TRCS-2000﹙Police Head﹚
第4集中，五代首次駕用的TRCS-2000，為警方專用車種，故一般稱為「Police Head」（警用款）。
此車種僅出現過一次，不過後來的警用TRCS-2000A，與此車仍然頗為相似。

### TRCS-2000﹙Black Head﹚
自第5集之後，五代平時都以此黑色車體代步，一般稱為「Black Head﹙黑頭樣式﹚」。
在輸入密碼「0008」後，則可變為銀紅兩色車身、金色車頭的戰鬥外形。

### TRCS-2000A
為量產型TRCS-2000，因而省卻了很多特殊功能，並更換汽油引擎的警方專用機車。
曾在32、33集中出現，五代在TRCS-2000壞掉之後，也曾借用此量產型TRCS-2000A。

### 三角鉤拉姆（TRI-GOURAM）
TRCS-2000與鉤拉姆所合體而成的重裝甲機車。
前端的巨角能集結能量，於衝撞敵人之後，使敵人爆炸身亡。
於第15集首次出現合體場面，並於第16集首次破敵。
- 長度：3.2米
- 高度：1.25米
- 寬度：1.1米
- 最高速度：400km/h
- 馬力：無法測定

### BTCS-2000﹙BeatChaser-2000﹚躍動追跡者
「科學警察研究所」專為空我所製造的機車，特地採用形狀記憶金屬「BT鋼」材質，以加強和飛天甲蟲「鉤拉姆」合體的耐力。
由一薰警官說服高層後，親自把它交給五代使用，於第33集中首次登場。此黑色車身、紅色線條、金色車頭的戰鬥外形，一般被稱為「Red Line﹙紅線樣式﹚」。
- 長度：2.4m
- 高度：1.25m
- 最高速度：420km/h
- 馬力：調查中...

### BTCS-2000﹙Blue Line﹚
平時五代都以此銀色車體、藍色線條的樣式代步，一般稱為「Blue Line﹙藍線樣式﹚」。
輸入「0015」後，可變為「Red Line﹙紅線樣式﹚」。

### 躍動鉤拉姆（BEAT-GOURAM）
新型機車BTCS-2000與鉤拉姆所合體而成的重裝甲機車，於35集中首次出現。
後期空我產生「黃金之力」後，怪人們爆炸後產生的破壞影響也變大。因此空我都駕著它將怪人載運至較空曠的場所，再給予最後一擊。
- 長度：3.2m
- 高度：1.25m
- 寬度：1.1米
- 最高速度：570km/h
- 馬力：無法測定

### 昇華躍動鉤拉姆（RISING-BEAT-GOURAM）
隨著空我的進化，躍動鉤拉姆也同樣獲得金色昇華能力，車身外表多了金色強化裝甲，攻擊能力也隨之倍增。
於第42集首次出現並且殺敵。
- 長度：3.2m
- 高度：1.25m
- 寬度：1.1米
- 最高速度：700km/h
- 馬力：無法測定

## 古朗基族（未確認生命體）
與人類血液構造極相似的戰鬥民族，但性格殘暴且鬥爭本能旺盛。在超古代被臨多戰士空我所封印（因為臨多並無殺人的概念，在古代僅以封印方式來解決）。隨著九郎岳遺跡的開挖，有200名於現代復活。警察與世間對他們的一般認知則是「未確認生命體」。平時外貌與普通人相同（但有不少人身上某處均有表示怪人型態的刺青，並穿著誇張的服飾），腹部埋有與阿瑪達姆同質的物體，因此可變身為擁有動植物力量的怪人型態。基本上，空我與古朗基是以同樣的力量為基礎。在空我攻擊之下死亡時，打進肉體的封印能量會傳至腹部的核心並產生爆炸。因此也有部分古朗基族會在遭空我的必殺技擊中後，採取將此命中部位強制剝離逃走的手段。
古朗基族以（第0號）為頂點，之下有集團、集團、集團等階級存在，視階級不同，在怪人型態時的腰帶與帶扣、護甲等裝飾品色調也有所差異。他們在擔任統籌的集團之下，進行以臨多（他們將現代人視為臨多的末裔）為目標的殺人「遊戲」（以古朗基語讀作）。之後登場的古朗基族威力逐漸增強，中於終盤出現的三名怪人，還與空我同樣具備型態變換的能力。除前述之外，還有擔任第0號腰帶修復等後勤工作的（但劇中僅有人類型態登場），與劇中僅透過（第44號）的台詞暗示其存在的集團（但於當時《空我》的相關表演活動中，則有怪人登場）。
他們有獨自的語言體系（古朗基語）與9進位計數法，視個體差異，有些還擁有能在短期內學會日語與駕駛汽機車、上網等技能的高度智慧。另外在集團中，並有對人類的藝術頗感興趣者。但對他們而言，人類不過是遊戲的目標物＝臨多，對空我也只視為用以提昇遊戲難度的障礙物，或是稍強的目標罷了。
他們所犯下的殺人事件，以九郎岳遺跡為中心於長野縣延伸至福島、岐阜縣，但主要是以人口密集的東京為中心，集中在關東地區周圍。對於視為與古朗基有關的殺人及竊盜等事件，則列為「未確認生命體關聯事件」，由設於警視廳的聯合捜査本部進行捜査。
古朗基族與一般特攝節目的怪人不同，並非以每次一名陸續出現，而是依情節所需，會有數名伴隨著（玫瑰刺青女）出現人類型態，等待輪到自己進行「遊戲」的時機。因此，有不少怪人從首次登場至變為怪人型態，還得經過數集的時間。怪人型態出現時，雖然劇中會以「未確認生命體第○號」來編號稱呼，但由於前述的狀況，加上還有不少僅存在於設定中，劇中並未出現的古朗基怪人，因此在劇中登場的編號順序並不一致。另外從起初先目睹人類型態，到確認判斷為未確認生命體之前的場合，警方會先以「未確認生命體B群」進行分類。空我當初也被視為古朗基的同類，因此被警方編列為未確認生命體第2號（初生型態）與第4號（全能型態等），但在日後形成共同陣線之後仍舊如此稱呼。
各怪人名稱的末尾字，為表示原本生物的種別。
- →昆蟲與蜘蛛類等節足動物
  - →特別的（「特別的」或「神聖的」蟲）

- →陸生哺乳類
- →魚類等水棲生物
- →爬蟲類、兩棲類
- →鳥類等有翼生物
- →植物或蕈類

### 古朗基語
劇中出現的古朗基語，是本片劇組以日語為基礎轉化而來，主要轉化方式是日語五十音的各行互調，語法的順序亦略有改動，但連現代日語中的片假名外來語也直接轉化（例如數字一至九的讀音，是由英語「One」至「Nine」的片假名拼法轉化而來）。
- 「遊戲」（ゲゲル）：由Game的日語片假名轉化而來。
  - 「準決賽」（ゲリザギバス・ゲゲル）：由Semi Final Game的日語片假名轉化而來，集團的遊戲。
  - 「決賽」（ザギバス・ゲゲル）：由Final Game的日語片假名轉化而來。

- 「參賽者」（ムセギジャジャ）：由Player的日語片假名轉化而來。
- 「手環」（グゼパ）：由日語「腕輪」讀音轉化而來。
- 「計數器」（バグンダダ）：由Counter的日語片假名轉化而來，九進制算盤。
- 「臨多」（リント）：由日語「人」訓讀讀音轉化而來，指人類，為古朗基的獵殺對象。

### 古朗基的「遊戲」
- 古朗基族所進行的「遊戲」，是一種在特定期間內殺死多少特定條件目標人數的競試。因此在劇中同一敵人的登場常分為上下集方式，上集為分析出這次的犯案條件與行為模式，下集為阻止敵人。期限與人數一般是由（玫瑰刺青女）所提出，但也有依參賽者自行提出而決定的例子。每次進行遊戲者以一名為限，參賽者之外的其他人絕不能出手殺死人類（但＝第0號除外），其他人即使遭到警方攻擊，也必須遵守規則不得抵抗而逃走。在遊戲開始前就已出手殺人的（第3號）正因如此，直到最後都未能獲得參加資格。另外（第1號）與（第5號）雖然也是在遊戲開始前殺人，但卻在遊戲正式開始前即遭空我擊斃。

- 參賽者由低至高階分為集團、集團、集團，從古朗基的皮紙中顯示各集團內亦有強弱排名，越強者會排在越晚的時期出戰。遊戲成功者可昇格晉級，向條件更為困難的遊戲挑戰。集團的遊戲難度是「比集團殺更多人」（人數及時間比例相對上）。集團的遊戲稱作「準決賽」，除了人數更多及時間更短，更需自定一項規則限制殺人地點、方式、目標特徵等，例如最強的（第46號）條件是獵殺臨多戰士(指持有武器的男性警員)。而集團的第31號及第36號進行遊戲時模仿集團的做法，所以在警方認知特殊規則這點由兩者開始。參賽者成功完成準決賽後，進入「決賽」，一般相信是與等同衛冕者的進行一對一的戰鬥，並在將擊倒後繼承其變身腰帶，獲得強大的力量，取代成為帶來究極黑暗的人。但完成準決賽者亦可能不止一人，集團的對話中提到他們之後需要對戰。劇中實際出現的晉級者，僅有變色龍種怪人從集團昇格至集團。

- 集團及集團的「遊戲」，會分發給參賽者「手環」配戴自行計算獵殺人數，但準決賽中則是由（第47號）手持「計數器」監視遊戲進行及記錄獵殺人數。

- 上述的設定，也是本片製作群針對特攝迷之間，從以往就感到頗不合理的「既然敵方組織擁有這麼多怪人，為何每次總是小家子氣的只派一個怪人出來打？」與「為什麼老是要用兜圈子的作戰方式攻撃？」這些疑問，所提出的解答方式。本作中由於有了既定規則之故，故每次只能有一名古朗基怪人與空我對戰，且古朗基攻擊人類的方式也是基於遊戲規則，而非效率因素。

## 本作登場怪人
- （白衣男／未確認生命體第0號＜B群第13號＞）：夏井貴浩（EPISODE 1中怪人型態登場時配音）、浦井健治

大鍬形蟲種怪人，被稱作「白色黑暗」與「『終極黑暗』（以古朗基語作）的創造者」，君臨古朗基族頂點的最強王者，擁有強大的力量。
人類型態的外貌，是名面帶天真爛漫笑容的白衣少年，不過卻只喜好殺人和破壞的「遊戲」，並曾親自將復活的古朗基族盡數屠殺。
具備能以周围的物质为目标，操纵物质的原子、分子，使其等离子化而燃烧的「超自然引火能力」，根據古碑文記載，為招致黑暗來臨的終結者，變身後本體的主要顏色為白色與金色。
发出的杀气异常强大，曾把飛马形态的空我压迫得耗尽体力而解除变身。
曾以此種超自然引火能力，在短時間內屠殺三萬名人類，並用壓倒性的超強力量，一击擊敗了獲得強化「金色力量」後，以「驚異全能型態」應戰的临多战士空我（雄介），並把空我打至腰帶嚴重碎裂，甚至危及生命的程度。
最後於九郎岳遺跡的雪山中，與變身為究極型態的空我決一死戰，由於兩人都擁有同等能力，無法以特殊能力對彼此造成损傷，但也被推测拥有除此之外不为人知的其他能力。
最終在兩人展開驚天動地的拳腳激烈交戰後雙雙倒下，之後則確認腹部腰帶神經斷裂，遭到空我擊斃。

### ラ集團與其他職務者
集團通常為遊戲過程的管理者。
- 玫瑰種怪人（玫瑰刺青女／未確認生命體B群第1號，劇中無怪人型態）：七森美江
- 禿鷹種怪人 （未確認生命體第47號＜B群第9號＞）：婆娑羅天明
- 山椒魚種怪人 （工匠，劇中無怪人型態，人類型態被列為未確認生命體B群第14號）：高岡良平（EPISODE 5劇中登場時）→高月忠

### ズ集團
- 犀牛種怪人 （未確認生命體第22號＜B群第3號＞）：野上彰
- 蝙蝠種怪人 （未確認生命體第3號＜B群第2號＞）：藤王
- 蜘蛛種怪人 （未確認生命體第1號）：＜配音＞坂口哲夫
- 豹種怪人 （未確認生命體第5號）：白鳥智香子（配音：西條久美子）
- 蝗蟲種怪人 （未確認生命體第6號＜B群第5號＞）：小川信行（第41號之孿生兄弟，同一演員）
- 變色龍種怪人 （未確認生命體第31號＜B群第4號＞）→
＜劇中昇格集團後＞：森雅晴
- 鯨魚種怪人 （未確認生命體第7號）見於設定
- 袋鼠種怪人 （未確認生命體第8號）見於設定
- 海蛞蝓種怪人 （未確認生命體第9號）見於設定
- 豬籠草種怪人 （未確認生命體第10號）見於設定
- 八爪魚種怪人 （未確認生命體第11號）見於設定
- 老鼠種怪人 （未確認生命體第12號A）見於設定
- 老鼠種怪人 （未確認生命體第12號B），實為12號A復活，見於設定
- 壁虎種怪人 （未確認生命體第13號）見於設定

### メ集團
- 螳螂種怪人 （未確認生命體第36號＜B群第6號＞）：山口涼子（現藝名：木戶美步）
- 食人魚種怪人 （未確認生命體第23號＜B群第7號＞）：大橋寛展
- 蜂種怪人 （未確認生命體第14號）：河合秀(1994年忍者戰隊隱連者中忍者黃之演員)
- 烏賊種怪人 （未確認生命體第21號）：白井雅士
- 寄居蟹種怪人 （未確認生命體第24號）：石橋直
- 老虎種怪人 （未確認生命體第25號）：西川義郎
- 香菇種怪人 （未確認生命體第26號A）：青山雄
- 鵜鶘種怪人 （未確認生命體第34號），出於漫畫EXTRA EPISODE『信頼』
- 鮟鱇種怪人 （未確認生命體第15號）見於設定
- 食蟻獸種怪人 （未確認生命體第16號）見於設定
- 蒼蠅種怪人 （未確認生命體第17號）見於設定
- 蜥蜴種怪人 （未確認生命體第18號）見於設定
- 蜈蚣種怪人 （未確認生命體第19號）見於設定
- 蟑螂種怪人 （未確認生命體第20號）見於設定
- 蛙種怪人 （未確認生命體第27號）見於設定
- 蝦種怪人 （未確認生命體第28號）見於設定
- 兔種怪人 （未確認生命體第29號）見於設定
- 瓢蟲種怪人 （未確認生命體第30號）見於設定
- 狐種怪人 （未確認生命體第32號）見於設定
- 水母種怪人 （未確認生命體第33號）見於設定
- 斑馬種怪人 （未確認生命體第35號）見於設定

### ゴ集團
全體均擁有將配飾變為武器的能力，其中最強的三名更具備型態變換能力。
- 獨角仙種怪人 （未確認生命體第46號＜B群11號＞）：軍司眞人
- 黑蝗蟲種怪人 （未確認生命體第41號＜B群第8號＞）：小川信行（第6號之孿生兄弟，同一演員）
- 貓頭鷹種怪人 （未確認生命體第37號）：高尾晃市
- 海蛇種怪人 （未確認生命體第38號）：伊藤聖子
- 陸龜種怪人 （未確認生命體第39號）：酒井一圭(2001年百獸戰隊牙吠連者中牙吠黑之演員)
- 刺蝟種怪人 （未確認生命體第42號）：大川征義
- 蠍子種怪人 （未確認生命體第43號）：
- 鯊魚種怪人 （未確認生命體第44號＜B群第10號＞）：
- 野牛種怪人 （未確認生命體第45號＜B群第12號＞）：桜井顕生
- 野豬種怪人 （未確認生命體第40號）※於小學館贈品錄影帶登場：＜配音＞稲田徹

### 小說版登場的古朗基怪人
13年後仍殘存的古朗基怪人，以人類身份融入人類社會，暗中進行自己的殺戮遊戲。
- 仙人掌種怪人：怪人型態未遭目擊，並無未確認生命體編號，人類身分為高壓氧氣艙零件生產商中田浩市。
- 水母種怪人（未確認生命體第48號）：人類身分為偶像歌手伽部凜。
- 獅子種怪人（未確認生命體第49號）：人類身分為國土交通副大臣郷原忠幸。

### 非本作登場的古朗基怪人
- 狼種怪人：＜配音＞立木文彦

於《假面騎士DECADE》劇中空我世界中登場的原創古朗基怪人。
由於名字前綴為，後綴有，因此推測等同正篇世界中的第0號般，擁有將一般人類變為怪人的能力。

## 番外篇
小學館月刊的抽獎活動贈品VHS影帶。以初期劇情精華版加上空我與怪人交戰的新作畫面構成，後收錄於DVD第12巻的映像特典中。亦為歷來「超」中首次出現的全新怪人。另外雖然在宣傳方面有昇華型態登場的宣傳文案，但實際僅在最後以短暫的印象畫面方式出現。
- 導演：鈴村展弘

EPISODE 50「乙彼」
2001年1月20日，於紀念全劇播畢活動中所上映的短篇。將本片中各擔當導演的拍攝手法陸續重現，參與演出的演員均以「友情演出」名義列名，工作人員則為「友情參加」。2001年5月12日，於特別篇的發售紀念活動中重映。之後在特別篇DVD中以映像特典方式收錄。
- 友情編劇：荒川稔久
- 友情導演：鈴村展弘

特別篇
將EPISODE1、2追加未放映畫面，部份CG特效重新製作的導演版。原本在TV版EPISODE1中由夏井貴浩配音的第0號，則改為由飾演第0號人類型態的浦井健治配音，（第1號）的配音也由坂口哲夫改為坂口候一。另外TV版中在EPISODE3起才登場的玫瑰刺青女，也在特別篇中登場。電視播映則是於NHK-BS2的特集節目第7夜（2008年3月29日播出）中首度播出，片長為1小時。
新春特别版
2001年1月2日播出，內容以先前曾播映的兩集總集篇EPISODE 17「臨戰」、EPISODE 31「应战」，與加入新拍攝雄介新年夢境畫面的EPISODE 46.5「初夢」所構成。在雄介的梦中，樱子與美理、奈奈均以新年和服盛裝登場，片尾也是重新拍攝的不同版本。另外劇中多位飾演古朗基怪人的演員也特別客串演出，片长101分鐘。

## 播放列表
以下時間以當地時間（日本時間）為準：
| 日本首播   | 香港首播台灣首播     | 集數 | 標題 | 登場古朗基怪人                                                                         | 編劇              | 導演       |
| ---------- | -------------------- | ---- | ---- | -------------------------------------------------------------------------------------- | ----------------- | ---------- |
| 2000/01/30 | 2002/03/022003/08/31 | 1    | 復活 | - ズ・グムン・バ - ズ・ゴオマ・グ - ズ・バヅー・バ - ズ・ザイン・ダ - ン・ダグバ・ゼバ | 荒川稔久          | 石田秀範   |
| 2000/02/06 | 2002/03/032003/08/31 | 2    | 変身 | - ズ・ゴオマ・グ - ズ・グムン・バ                                                      | 荒川稔久          | 石田秀範   |
| 2000/02/13 | 2002/03/092003/09/06 | 3    | 東京 | - ズ・メビオ・ダ                                                                       | 荒川稔久          | 渡邊勝也   |
| 2000/02/20 | 2002/03/102003/09/06 | 4    | 疾走 | - ズ・メビオ・ダ                                                                       | 荒川稔久          | 渡邊勝也   |
| 2000/02/27 | 2002/03/162003/09/07 | 5    | 距離 | - ズ・バヅー・バ                                                                       | 荒川稔久          | 長石多可男 |
| 2000/03/05 | 2002/03/172003/09/07 | 6    | 青龍 | - ズ・バヅー・バ                                                                       | 荒川稔久          | 長石多可男 |
| 2000/03/12 | 2002/03/232003/09/13 | 7    | 傷心 | - メ・バチス・バ - ズ・ゴオマ・グ - ズ・ザイン・ダ - メ・ビラン・ギ                    | 荒川稔久          | 石田秀範   |
| 2000/03/19 | 2002/03/242003/09/13 | 8    | 射手 | - メ・バチス・バ                                                                       | 荒川稔久          | 石田秀範   |
| 2000/03/26 | 2002/03/302003/09/14 | 9    | 兄妹 | - メ・ギイガ・ギ                                                                       | 荒川稔久          | 渡邊勝也   |
| 2000/04/02 | 2002/03/312003/09/14 | 10   | 熾烈 | - メ・ギイガ・ギ                                                                       | 荒川稔久          | 渡邊勝也   |
| 2000/04/09 | 2002/04/062003/09/20 | 11   | 約束 | - ズ・ザイン・ダ                                                                       | 荒川稔久          | 長石多可男 |
| 2000/04/16 | 2002/04/072003/09/20 | 12   | 恩師 | - ズ・ザイン・ダ - メ・ビラン・ギ                                                      | 荒川稔久          | 長石多可男 |
| 2000/04/23 | 2002/04/132003/09/21 | 13   | 不審 | - メ・ビラン・ギ                                                                       | 井上敏樹          | 石田秀範   |
| 2000/04/30 | 2002/04/142003/09/21 | 14   | 前兆 | - メ・ビラン・ギ                                                                       | 井上敏樹          | 石田秀範   |
| 2000/05/07 | 2002/04/202003/09/27 | 15   | 装甲 | - ズ・ゴオマ・グ - メ・ギャリド・ギ                                                    | 荒川稔久          | 渡邊勝也   |
| 2000/05/14 | 2002/04/212003/09/27 | 16   | 信条 | - ズ・ゴオマ・グ - メ・ギャリド・ギ                                                    | 荒川稔久          | 渡邊勝也   |
| 2000/05/21 | 2002/04/272003/09/28 | 17   | 臨戦 | - メ・ガドラ・ダ - ズ・ゴオマ・グ - メ・ガルメ・レ - メ・ガリマ・バ                    | きだつよし 村山桂 | 鈴村展弘   |
| 2000/05/28 | 2002/04/282003/09/28 | 18   | 喪失 | - メ・ギノガ・デ                                                                       | 井上敏樹          | 長石多可男 |
| 2000/06/04 | 2002/05/042003/10/04 | 19   | 靈石 | - メ・ギノガ・デ                                                                       | 荒川稔久          | 石田秀範   |
| 2000/06/11 | 2002/05/052003/10/04 | 20   | 笑顔 | - ギノガ変異体                                                                         | 荒川稔久          | 石田秀範   |
| 2000/06/25 | 2002/05/112003/10/05 | 21   | 暗躍 | - ズ・ゴオマ・グ - メ・ガルメ・レ                                                      | 荒川稔久          | 渡邊勝也   |
| 2000/07/02 | 2002/05/122003/10/05 | 22   | 遊戯 | - メ・ガルメ・レ                                                                       | 荒川稔久          | 渡邊勝也   |
| 2000/07/09 | 2002/05/182003/10/11 | 23   | 不安 | - メ・ガリマ・バ                                                                       | 井上敏樹          | 長石多可男 |
| 2000/07/16 | 2002/05/192003/10/11 | 24   | 強化 | - メ・ガリマ・バ                                                                       | 井上敏樹          | 長石多可男 |
| 2000/07/23 | 2002/05/252003/10/12 | 25   | 彷徨 | - ゴ・ブウロ・グ                                                                       | 荒川稔久          | 石田秀範   |
| 2000/07/30 | 2002/05/262003/10/12 | 26   | 自分 | - ゴ・ブウロ・グ                                                                       | 荒川稔久          | 石田秀範   |
| 2000/08/06 | 2002/06/012003/10/18 | 27   | 波紋 | - ゴ・バダー・バ - ゴ・ベミウ・ギ                                                      | 井上敏樹          | 渡邊勝也   |
| 2000/08/13 | 2002/06/022003/10/18 | 28   | 解明 | - ゴ・ベミウ・ギ                                                                       | 井上敏樹          | 渡邊勝也   |
| 2000/08/20 | 2002/06/082003/10/19 | 29   | 岐路 | - ゴ・ガメゴ・レ                                                                       | 荒川稔久          | 長石多可男 |
| 2000/08/27 | 2002/06/092003/10/19 | 30   | 運命 | - ゴ・ガメゴ・レ                                                                       | 荒川稔久          | 長石多可男 |
| 2000/09/03 | 2002/06/152003/10/25 | 31   | 應戦 | - ゴ・バダー・バ                                                                       | 荒川稔久 竹中清   | 鈴村展弘   |
| 2000/09/10 | 2002/06/162003/10/25 | 32   | 障害 | - ゴ・バダー・バ                                                                       | 井上敏樹          | 金田治     |
| 2000/09/17 | 2002/06/222003/10/26 | 33   | 連携 | - ゴ・バダー・バ                                                                       | 井上敏樹 荒川稔久 | 金田治     |
| 2000/10/01 | 2002/06/232003/10/26 | 34   | 戰慄 | - ゴ・ジャラジ・ダ                                                                     | 荒川稔久          | 石田秀範   |
| 2000/10/08 | 2002/06/292003/11/01 | 35   | 愛憎 | - ゴ・ジャラジ・ダ                                                                     | 荒川稔久          | 石田秀範   |
| 2000/10/15 | 2002/06/302003/11/01 | 36   | 錯綜 | - ゴ・ザザル・バ - ズ・ゴオマ・グ（強化体）                                            | 荒川稔久          | 渡邊勝也   |
| 2000/10/22 | 2002/07/062003/11/02 | 37   | 接近 | - ゴ・ザザル・バ - ズ・ゴオマ・グ（強化体） - ゴ・ガドル・バ                           | 荒川稔久          | 渡邊勝也   |
| 2000/10/29 | 2002/07/072003/11/02 | 38   | 変転 | - ゴ・ザザル・バ - ズ・ゴオマ・グ（強化体/究極体） - ゴ・ガドル・バ                    | 荒川稔久          | 長石多可男 |
| 2000/11/12 | 2002/07/132003/11/08 | 39   | 強魔 | - ゴ・ザザル・バ - ズ・ゴオマ・グ（究極体）                                            | 荒川稔久          | 長石多可男 |
| 2000/11/19 | 2002/07/142003/11/08 | 40   | 衝動 | - ゴ・ジャーザ・ギ                                                                     | 荒川稔久          | 石田秀範   |
| 2000/11/26 | 2002/07/202003/11/09 | 41   | 抑制 | - ゴ・ジャーザ・ギ                                                                     | 荒川稔久          | 石田秀範   |
| 2000/12/3  | 2002/7/212003/11/09  | 42   | 戰場 | - ゴ・バベル・ダ                                                                       | 荒川稔久          | 金田治     |
| 2000/12/10 | 2002/07/272003/11/15 | 43   | 現實 | - ゴ・ガドル・バ                                                                       | 荒川稔久          | 金田治     |
| 2000/12/17 | 2002/07/282003/11/15 | 44   | 危機 | - ゴ・ガドル・バ                                                                       | 荒川稔久          | 渡邊勝也   |
| 2000/12/24 | 2002/08/032003/11/16 | 45   | 強敵 | - ゴ・ガドル・バ - ラ・ドルド・グ                                                      | 荒川稔久          | 渡邊勝也   |
| 2000/12/31 | 2002/08/042003/11/16 | 46   | 不屈 | - ゴ・ガドル・バ - ラ・ドルド・グ                                                      | 荒川稔久          | 渡邊勝也   |
| 2001/01/07 | 2002/09/072003/11/22 | 47   | 決意 | - ン・ダグバ・ゼバ                                                                     | 荒川稔久          | 石田秀範   |
| 2001/01/14 | 2002/09/132003/11/22 | 48   | 空我 | - ン・ダグバ・ゼバ                                                                     | 荒川稔久          | 石田秀範   |
| 2001/01/21 | 2002/09/142003/11/23 | 49   | 雄介 |                                                                                        | 荒川稔久          | 石田秀範   |

## 音樂
- 片頭曲
（假面騎士空我！）
作詞：藤林聖子、作曲：佐橋俊彦、演唱：田中昌之
第1～33集、47～完結篇採用第一段，34～46.5集則使用第二段歌詞。另有單曲與專輯版本，但前者未使用。TV用版本則為後者的剪輯，為了搭配片頭的風格也曾將前奏縮短。
- 片尾曲
（成為青空）
作詞：藤林聖子、作曲：佐橋俊彦、演唱：橋本仁
第1～33、47、48集採用第一段，34～46.5集使用第二段歌詞，完結篇則使用全長版。本曲雖未製作不同版本，但配合電視播映使用，亦有縮短前奏的版本。
- 插曲
（蒲公英的花）
作詞：藤林聖子、作曲：佐橋俊彦、演唱：葵 若菜（日语：千崎若菜）、和音：児童合唱団
劇中五代與若葉幼稚園的小朋友（雄介也曾依劇情狀況加入）所唱的歌曲。本作中共製作了20首演唱曲，但除了主題歌以外，實際在劇中使用的僅有本曲。且不採用播放預錄的CD音源方式，而是在拍攝當下配合劇中場景，由演員實際演唱。
- 香港版片頭曲
「烈火戰士古迦」
作詞：黃文廣  作曲、演唱：張崇基

## 製作團隊

### 製作人員
- 製作人：清水祐美（朝日電視台）、鈴木武幸、髙寺成紀（東映）
- 原作：石之森章太郎
- 連載：、
- 顧問：小野寺章
- 劇本統籌：荒川稔久
- 編劇：荒川稔久、井上敏樹、村山桂、竹中清
- 導演：石田秀範、渡邊勝也、長石多可男、鈴村展弘、金田治、小藤浩一
- 片頭、片尾導演：小藤浩一
- 音樂：佐橋俊彦
- 攝影：、尾方賢一
- 武術指導：山田一善、金田治
- 角色設計：早瀨マサト 飯田浩司（石森プロ）、野中剛、鈴木和也、竹内一恵(PLEX)
- 怪人設計：阿部卓也、青木哲也、飯田浩司（石森プロ）鈴木和也、竹内一恵（PLEX）
- 助理製作人：横塚孝弘、白倉伸一郎
- 助理導演：鈴村展弘、田村孝蔵、木村繁仁、福島宏介、田澤裕一、柴崎貴行 等
- 製作：朝日電視台、東映、ASATSU-DK

### 動作演員
- 假面騎士空我、超古代戰士（上一代空我變身者）：富永研司
- 假面騎士空我（機車特技替身）：成田匠
- 古朗基族怪人（ズ・グムン・バ（未確認生命體第1號）等）：福沢博文
- 古朗基族怪人：伊藤慎
- （未確認生命體第41號，機車特技替身）：成田亮
- （未確認生命體第42號）：小倉敏博
- （未確認生命體第43號）：蜂須賀昭二

## 其他相關媒體

### 電玩版
由BANDAI於2000年12月21日，在PlayStation平台上推出了《空我》的格鬥動作遊戲。定價為日幣4800圓。遊戲系統上則以過去同樣於PS主機上推出的『假面騎士』與『假面騎士V3』為基準，但操作方法較為簡略化。空我的基本四型態（戰鬥中可變為昇華型態）與初生、究極型態，則以不同的使用角色方式登場。古朗基怪人除了（第26號A）、（第24號）、（第25號）之外，片中所登場的集團與集團怪人在遊戲中全數登場，但其他集團怪人則均不出現。

### 漫畫版
- 2000年～2001年2月号連載　作者：田仲哲雄
- 2001年暑期增刊號刊載　作者：上山道郎
- 《月刊》2014年12月号 - 連載中　漫畫：横島一、編劇：井上敏樹、企劃：白倉伸一郎

此版本將故事與設定重新構築，舞台設定也改為2015年，並與《假面騎士顎門》的世界觀有所連結。

### 小說版
- （荒川稔久）

「講談社文庫」書系的平成假面騎士系列其中一冊。當初預定於2012年11月30日發售，但後來改為2013年6月29日出版。故事以電視版13年後的現代為舞台，由一条薫與當上刑警的夏目實加，共同追尋新登場的未確認生命體之謎。五代雄介則於書末情節中登場。
2015年12月10日，由拓植社發行香港中文譯本。
- 《HERO SAGA》

模型情景小說。均為敘述古代時空我與古朗基的戰鬥。
- 『MASKED RIDER KUUGA EDITION --』（月刊Hobby Japan連載）
- 『MASKED RIDER KUUGA EDITION -DARK SIDE-』（《S.I.C. HERO SAGA vol.2》全新撰寫內容）

## 超級英雄時間相關條目
- 《爆裂戰士戰藍寶》
- 《未來戰隊時間連者》
- 《小田切效應》

## 海外播放

### 香港
香港亞視本港台曾於2002年3月2日至2002年9月14日期間每週六至週日晚間7時30分首播粵語配音版，以《幪面超人古迦》譯名播出。

### 台灣
台灣八大戲劇台曾於2003年8月31日至同年11月23日期間每週六至週日上午11時首播國語配音版（一次兩集），以《假面超人酷賈》譯名播出。

## 外部連結
- https://www.kamen-rider-official.com/riders/1 （页面存档备份，存于）（官方網頁）
- https://www.toei-video.co.jp/special/kuuga/ （页面存档备份，存于）（東映VIDEO官網內置網頁）